# 孫鏡亞
孙镜亚（1886年—1954年1月17日），字靖尘，江西永丰人。中华民国政治人物。

## 生平
1912年，孙镜亚加入国民党。1916年，自上海复旦大学毕业。1923年，任广东大元帅府参议。1924年10月，任北伐军大本营咨议，随军北上进攻江西省。1926年，任西山会议派中国国民党上海中央党部秘书长。后来，历任中国国民党中央监察委员、国民政府立法院立法委员等职务。1949年，孙镜亚赴台湾。
1954年1月17日，孙镜亚在台中病逝。